# Chaos Lives in Everything
Chaos Lives in Everything – czwarty singel z dziesiątego albumu zespołu nu metalowego Korn. Premiera odbyła się 19 marca 2012 roku, lecz nie został jeszcze oficjalnie wydany. Zawiera gościnną produkcję dubstepowego kompozytora Skrillexa.

## Teledysk
Teledysk do utworu miał premierę 5 maja 2012 roku. Przedstawia on zespół podczas The Path of Totality Tour - trasy koncertowej promującej album The Path of Totality.